# Rivière Bass
Pour les articles homonymes, voir Bass.
 (août 2014).
Si vous disposez d'ouvrages ou d'articles de référence ou si vous connaissez des sites web de qualité traitant du thème abordé ici, merci de compléter l'article en donnant les références utiles à sa vérifiabilité et en les liant à la section « Notes et références ».
 (août 2014).
La Bass ou Bar est une rivière du Nouveau-Brunswick. 

## Géographie
Celle-ci prend sa source dans le lac Bass, à 144 mètres d'altitude. Elle suit ensuite un cours orienté plus ou moins vers le nord, dans une région de plateau couvert de forêts. Elle se déverse environ 30 kilomètres plus loin dans la baie des Chaleurs, près du hameau de Rivière-Bass, dans la ville de Bathurst. Ses principaux affluents sont, d'amont en aval, la Branche Est, le ruisseau Bass, la Petite Rivière Bass et le ruisseau à Currie. Au moins 6 ponts croisent la rivière.